# محمد صادقی تهرانی
محمّد صادقی اصفهانی، معروف به صادقی تهرانی (زادهٔ ۱ فروردین ۱۳۰۵ در تهران – درگذشتهٔ ۱ فروردین ۱۳۹۰ در قم) فرزند خطیب مشروطه‌خواه، رضا لسان‌المحققین بود. صادقی از مراجع تقلید شیعه و مفسران و مترجمان قرآن بود و از ابوالقاسم خویی حکم اجتهاد داشت. وی دارای مدرک دکتری الهیات و معارف اسلامی و نیز چهار مدرک لیسانس فقه، حقوق، علوم تربیتی، و فلسفه و کلام از دانشکدهٔ معقول و منقول (الهیات و معارف اسلامی) دانشگاه تهران بود.

## استادان
- محمدعلی شاه‌آبادی؛[۴]
- حسین طباطبایی بروجردی؛[۴]
- روح‌الله خمینی؛[۴]
- محمدحسین طباطبایی؛[۵]
- میرزا احمد آشتیانی؛[۵]
- میرزا مهدی آشتیانی؛[۵]
- سید احمد خوانساری؛[۵]
- محمدتقی آملی؛[۵]
- ابوالقاسم کاشانی؛[۵]
- ابوالقاسم خویی؛[۶]
- میرزا مهدی اصفهانی.

## شاگردان
- مهدی انصاری سمنانی (مهرداد «شیدای سمنانی»)؛ نویسنده (صدها کتاب[۷][۸] و هزاران مقاله[۹])،[۱۰][۱۱][۱۲] روشن‌فکر، آزادیخواه، مدافع حقوق بشر، هنرمند، مبلغ پیشین دین (مجتهد[۱۳]) واژه‌ساز و شاعری[۱۴] که بارها احضار شده و با ممنوعیت‌های گوناگونی مواجه شده است. همچنین در حمله مأموران امنیتی دادگاه ویژه روحانیت به خانه‌اش او و فرزند کوچکش آسیب دیدند. وی بعدها به دلیل روی‌گردانی از خرافات و به نشانه اعتراض به استبداد، لباس صنفی حوزوی را کنار نهاد؛ همان گونه که پس از دگرگونی اعتقادی، مکتب فقهی و قرآنی استادش محمد صادقی تهرانی را کنار گذاشت.

## درگذشت
صادقی تهرانی در یکم فروردین ۱۳۹۰ درگذشت و پس از اقامه نماز توسط اشکوری در حرم فاطمه معصومه، روز سوم فروردین در قبرستان باغ بهشت قم به خاک سپرده شد.
سید علی خامنه‌ای در پیام تسلیتی که خطاب به مهدی مصطفوی، قائم مقام اسبق وزارت امور خارجه و داماد صادقی صادر کرده بود، از صادقی به عنوان عالمی متفکر یاد کرد.
در ۱۵ اسفند ۱۳۹۲، همایشی با عنوان بیداری قرآنی با محوریت بررسی اندیشه‌های قرآنی صادقی تهرانی در دانشگاه مفید قم برگزار شد.

## روش تفسیری
صادقی تهرانی در تفسیر قرآن، مانند استادش محمد حسین طباطبایی از روش قرآن به قرآن استفاده می‌کرد. وی در ابعاد فقهی، حدیثی، فلسفی، کلامی، عرفانی… و حتی ادبیات عرب، به خود قرآن، تمسک نموده و مخصوصاً آیات الاحکام را در تفسیر خود، مورد بررسی خاصی قرار داده است.
او بر مبنای مکتب فقهی‌اش یعنی «فقه گویا» فتوا می‌داد؛ در حالی که بیشتر فقیهان معاصر شیعی بر اساس فقه پویا و فقه سنتی فتوا می‌دهند. وی ملاک اصلی حجیت شرعی را فقط قرآن می‌دانست؛ علم رجال را ملاک نمی‌دانست و بین دو حدیث که یکی معتبر، ولی بر خلاف قرآن، و دیگری، ضعیف، اما موافق قرآن باشد، حدیث دوم را می‌پذیرفت.

## روش فقهی
صادقی در کتاب «اصول الاستنباط» خود، قرآن و سنت را معیار اصول استنباط فقهی می‌داند. از دیدگاه وی قرآن و سنت، با هم تطابق دارند و محور احکام اخلاقی، عقیدتی، فردی، اجتماعی، عبادی و سیاسی…، قرآن بوده و در رتبه دوم، سنتِ منطبق با قرآن است. بر حسب نصوص، فقط قرآن، مشرِّع و نیز دلیل شرعی است.
او با این شیوه، بقیهٔ مبانی استدلال و استنباط فقهی مشهور شیعه و اهل سنت، از جمله، عقل مطلق (خودبنیاد)، اجماعِ خلافِ قرآن و شهرتِ متضاد با قرآن، سیره علما، خبر واحدِ مخالفِ قرآن، قیاس، استحسان و استصلاح… را با استدلال به قرآن، مردود می‌داند.

## دیدگاه‌ها

### انتقاد به منطق و فلسفه
محمد صادقی تهرانی در تفسیر الفرقان، فلسفه‌ای را که بر مبنای منطق علمی بنا شده پر از غلط می‌داند. وی ۶۶ مطلب از اختلافات بین عالمان منطق را نقل می‌کند که میرزا مهدی اصفهانی آن‌ها را استخراج کرده است. روایت صادقی از ۶۶ تناقض منطق بشری از دیدگاه میرزا مهدی اصفهانی، منحصربه‌فرد بوده و در کتاب‌های شناخت‌نامه و اندیشه‌نامه میرزا مهدی اصفهانی، مطلبی درین باره نیامده است. صادقی (با اینکه مدت کوتاهی شاگرد میرزا بوده) گفته که این مطالب را از یکی از شاگردان میرزا نقل کرده؛ اما نام این شاگرد را ذکر نکرده است.

### ولایت فقیه
صادقی تهرانی با اینکه با نظام پهلوی، به شدّت، مخالف بود و در آن دوره، فعالیت‌های سیاسی داشت و از شاگردان روح‌الله خمینی بوده و از سوی ساواک نیز به‌طور غیابی به اعدام محکوم شده بود، پس از انقلاب ۱۳۵۷، از منتقدان نظریه «ولایت فردی فقیه» و ولایت مطلقه فقیه شد.
وی به ولایت شورایی فقیهان در عصر غیبت کبرا معتقد بود، آن‌هم شورایی که با رأی مردم انتخاب نشود؛ زیرا اعتقاد داشت که در هر انتخاباتی رأی‌دهندگان باید در آن موضوع، تخصص داشته باشند؛ پس، رأی غیر تخصصی را حرام می‌دانست و موافق برگزاری انتخابات به صورت معمول نبود. درین خصوص می‌گفت:
«هرگز نمی‌تواند فرد، مبنای مشروعیت باشد. ولایت مطلق، از آنِ خداست، و ولایت شرعی، با پیامبر و ائمّه [شیعه] است، علما ولایت کلّی ندارند؛ علما هم، خطا می‌کنند».
داماد وی گفته است که او تا آخر عمر، حامی انقلاب اسلامی ایران بوده و همواره با علی خامنه‌ای همراه بود؛ هر چند این ادعای دامادش، با توجه به انتقادات صادقی تهرانی به حکومت وقت و نیز رفاقتش با مراجع تقلید منتقدی مثل حسین علی منتظری... چندان درست به نظر نمی‌رسد.
وی دربارهٔ سرکوب مراجع تقلید مردمی، و هواداران دیگر عقاید توسط حکومت جمهوری اسلامی، گفته بود:
«نباید چنین بکنند؛ با این حمله‌ها و هجوم‌ها خیلی خطا می‌کنند. با یهود و نصارا و بهایی‌ها هم نباید چنین کرد. مسلمانان وهابی هم احترام دارند. مراجع، اختلاف داشته باشند با هم، به دعوا نمی‌رسند، و این رفتارها اشتباه است.»

### انتقاد از روحانیان حکومتی و غیرقرآنی
صادقی تهرانی در دیدار با برخی از افراد، با خشم، به عمامه‌اش دست می‌زند و می‌گوید: 
«هزار سال است [که] این عمامه‌به‌سران می‌خواهند اسلام را از بین ببرند و نمی‌توانند.»

### استبدادی خواندن حصر منتظری
محمد صادقی تهرانی در پیام تسلیتی به مناسبت درگذشت حسینعلی منتظری، ضمن یادآوری دوستی دیرین خود با وی، از او به‌عنوان مبارز نستوه و مظلوم، یاد کرده و نیز حصرش توسط نظام جمهوری اسلامی ایران را استبدادی اعلام کرد.

## برخی فتواها
- کسی که اقدام به توهین به قرآن کند، قتلش بر مسلمانان واجب است.[۲۷]
- جایز بودن ازدواج دائم با دختر باکره حتی بدون اذن پدر.[۲۲][۲۹]
- تقلید از میت اعلم یا مجتهد زن اعلم واجب است؛ زیرا اصل تبعیت از احسن القول است و نه چیز دیگر.رساله توضیح المسائل نوین- آنلاین - اجتهاد و تقلید - مسئله ۱۵- سایت رسمی صادقی تهرانی
- بر مکلفان واجب است در حد توان در احکام الهی تحقیق کنند و از مراجع خود دلیل خواهی کرده و قانع شوند و راه دنبال‌روی و تقلید کورکورانه و ناآگاهانه به‌طور کلی بروی همگان بسته است، که شخص مسلمان هر اندازه هم از مسائل اسلامی ناآگاه باشد پیرویش از آنچه مطرح است بایستی از روی آگاهی باشد و بس. رساله توضیح المسائل نوین - آنلاین - اجتهاد و تقلید - سایت رسمی صادقی تهرانی
- بدن کفار و اهل کتاب پاک است و نجاست ذکر شده در آیه (انما المشرکون نجس) در خصوص روح ایشان است و نه جسم.[۳۰]
- مسکرات و شراب، چه از آب انگور یا خرما باشند به‌طور کلی پاکند ولی خوردن آن‌ها حرام است. رساله توضیح المسائل نوین - آنلاین - جامعة علوم القرآن
- نماز و روزه مسافر شکسته نیست؛ زیرا قصر در نماز به هنگام خوف تنها شامل کیفیات نماز است نه کمیت و تعداد رکعاتش رساله توضیح المسائل نوین - آنلاین - جامعة علوم القرآن
- دود و غبار مبطل روزه نیست؛ زیرا نه هرگز خوردنی است و نه آشامیدنی، به ویژه دربارهٔ دود و غبار اضافه بر این که دلیلی هم بر ممنوعیتش برای روزه نیست اضافه بر قرآن در خبری معتبر هم حکم به تجویز شده است.رساله توضیح المسائل نوین -آنلاین - جامعة علوم القرآن
- نماز جمعه با شرائطش بر تمامی مکلّفان بدون عسر یا حرج واجب است و در صورتی که امام و مأموم شرایط صحت خطبه‌ها را رعایت نکند انجام آن جایز نیست و نمی‌توان آن را فرادا خواند. رساله توضیح المسائل نوین - آنلاین - جامعة علوم القرآن
- زکات مانند خمس بر تمامی درآمدهای حلال اعم از زراعتی، تجارتی و… تعلق می‌گیرد گرچه درصدش کمتر از خمس است. رساله توضیح المسائل نوین - آنلاین - جامعة علوم القرآن
- اعتکاف در کل مساجد جایز است. رساله توضیح المسائل نوین - آنلاین - جامعة علوم القرآن
- شطرنج حرام است. رساله توضیح المسائل نوین - آنلاین - مسئله ۹۲۵ - جامعة علوم القرآن
- کشیدن سیگار حرام است ولی مبطل روزه نیست. رساله توضیح المسائل نوین - آنلاین - جامعة علوم القرآن
- سنگسار: از دیدگاه صادقی تهرانی، هدف از این مجازات، اعدام و به قتل رساندن فرد زناکار نیست؛ بلکه، تحقیر اوست…. هیچ مجازات جایگزینی برای سنگسار، وجود ندارد، یعنی نمی‌توان مرتکب زنای محصنه را به جای سنگسار، اعدام کرد یا مجازات دیگری برایش در نظر گرفت [بلکه باید همان حکم سنگسار را درباره‌اش اجرا کرد].[۳۱]
- مرد نمی‌تواند بدون دلیل شرعی (حرج، عسر یا توافق زوجین) زن خود را طلاق دهد و حق طلاق و اجرای آن نیز فقط منحصر به مرد نیست.[۳۲]
- صادقی معیار بلوغ در تمامی مراحلش بر اساس توان عقلی، بدنی، جنسی، مالی یا اجتماعی می‌داند و بلوغ را به شش قسمت تقسیم می‌کند: بلوغ نماز، روزه‌داری، ازدواج، اقتصادی، تبلیغ اسلام، جهاد.رساله توضیح المسائل نوین- صادقی تهرانی- احکام بلوغ

## فهرست آثار
- به زبان عربی:

1. الفرقان فی تفسیر القرآن بالقرآن و السنه؛ ۳۰ جلد[۳۳]
2. التفسیر الموضوعی بین الکتاب و السنه؛ ۳۰ جلد
3. الفقه المقارن بین الکتاب و السنه؛ ۸ جلد
4. حق الفرقان ردا علی الفرقان الحق[۳۴][۳۵][۳۶]
5. عقائدنا[۳۷]
6. المقارنات
7. رسول الاسلام فی الکتب السماویه
8. حوار بین الالهیین و المادیین
9. علی و الحاکمون
10. علی شاطیءالجمعه
11. فتیاتنا
12. أین الکراسه
13. مقارنات فقهیه
14. تاریخ الفکر و الحضاره
15. لماذا نصلی و متی نقصر من الصلاه؟
16. لماذا انتصرت اسرائیل و متی تنهزم؟
17. حوار بین اهل الجنه و النار
18. المناظرات
19. المسافرون
20. تبصره الفقهاء بین الکتاب و السنه
21. تبصره الوسیله بین الکتاب و السنه
22. اصول الاستنباط بین الکتاب و السنه
23. غوص فی البحار
24. الفقهاء بین الکتاب و السنه
25. شذرات الوسائل و الوافی المخطوط
26. البلاغ فی تفسیر القرآن بالقرآن
27. أین الکراسه

- به زبان فارسی:

1. بشارات عهدین
2. ستارگان از دیدگاه قرآن
3. اسرار، مناسک و ادله حج
4. انقلاب اسلامی ۱۹۲۰ عراق
5. آفریدگار و آفریده
6. حکومت قرآن
7. دعاهای قرآنی
8. حکومت مهدی
9. آیات رحمانی (در پاسخ به کتاب آیات شیطانی)
10. گفتگویی در مسجدالنبی
11. مسیح از نظر قرآن و انجیل
12. خاتم پیامبران
13. سپاه نگهبانان اسلام
14. مفت‌خواران از دیدگاه کتاب و سنت
15. قرآن و نظام آموزشی حوزه
16. قضاوت از دیدگاه کتاب و سنت
17. پرسش و پاسخهای احکام قضایی بر مبنای قرآن
18. حکومت صالحان یا ولایت فقیهان
19. ماتریالیسم و متافیزیک
20. مفسدین فی الارض
21. نماز جمعه
22. پیروزی اسرائیل چرا و شکست آن کی؟
23. برخورد دو جهان بینی
24. حقوق بانوان از دیدگاه کتاب و سنت
25. رساله توضیح المسائل نوین
26. مسافران (نگرشی جدید بر نماز و روزه مسافر)
27. تاریخ اندیشه و تمدن
28. علی و زمامداران
29. ترجمان وحی (ترجمه فارسی قرآن)
30. ترجمان فرقان (تفسیر مختصر قرآن فارسی ۵ جلدی)
31. نقدی بر دین پژوهی فلسفه معاصر
32. گناهان کبیره و صغیره از دیدگاه کتاب و سنت
33. اجتهاد و تقلید از دیدگاه کتاب و سنت
34. خوردنی‌ها و آشامیدنی‌ها از دیدگاه کتاب و سنت
35. وصیت و ارث از دیدگاه کتاب و سنت
36. روزه (خودساری) از دیدگاه کتاب و سنت
37. ازدواج و زناشویی از دیدگاه کتاب و سنت
38. طلاق از دیدگاه کتاب و سنت
39. طهارت (وضو-غسل-تیمم) از دیدگاه کتاب و سنت
40. طهارت (پاک و نجس) از دیدگاه کتاب و سنت
41. مالیات‌های اسلامی از دیدگاه کتاب و سنت
42. اقتصاد و تجارت از دیدگاه کتاب و سنت
43. پرسش‌ها و پاسخ‌های احکام قضایی
44. علم قضاوت در اسلام
45. مناسک حج
46. فقه گویا[۳۸]

همچنین پس از درگذشت او آثارش در حال ترجمه به زبان‌های انگلیسی و فارسیاند.